# Партизанское (Черняховский район)
Партизанское — посёлок в Черняховском муниципальном округе Калининградской области.

## История
Поселение относится к исторической области Надровия.
Название населённого пункта дважды «германизировалось» — Обсцернинкен преобразовывался в Обшернинкен / Obscherninken (1936 год), затем был переименован в Даксроде / Dachsrode (1938 год) — в рамках кампании по ликвидации в Третьем Рейхе топонимики древнепрусского происхождения. В составе Германии (Восточная Пруссия) до 1945 года, в 1946 году переименован в Партизанское.

## Климат
Климат характеризуется как переходный от морского к умеренно континентальному. Среднегодовая температура воздуха — 8,3 °C. Средняя температура воздуха самого холодного месяца (января) — −0,9 °C (абсолютный минимум — −35 °C); самого тёплого месяца (июля) — 18,5 °C (абсолютный максимум — 37 °C). Период температуры воздуха выше 0 °C составляет 274 дня. Длительность вегетационного периода — 180—200 дней. Годовое количество атмосферных осадков — 850—900 мм, из которых большая часть выпадает в тёплый период.

## Часовой пояс
Посёлок Партизанское, как и вся Калининградская область, находится в часовой зоне МСК−1. Смещение применяемого времени относительно UTC составляет +2:00.

## Население
| 2002 | 2010 |
| ---- | ---- |
| 1    | →1   |

В 1910 году в населенном пункте проживало 79 человек, в 1933 году — 68 человек, в 1939 году — 65 человек.